# Музей

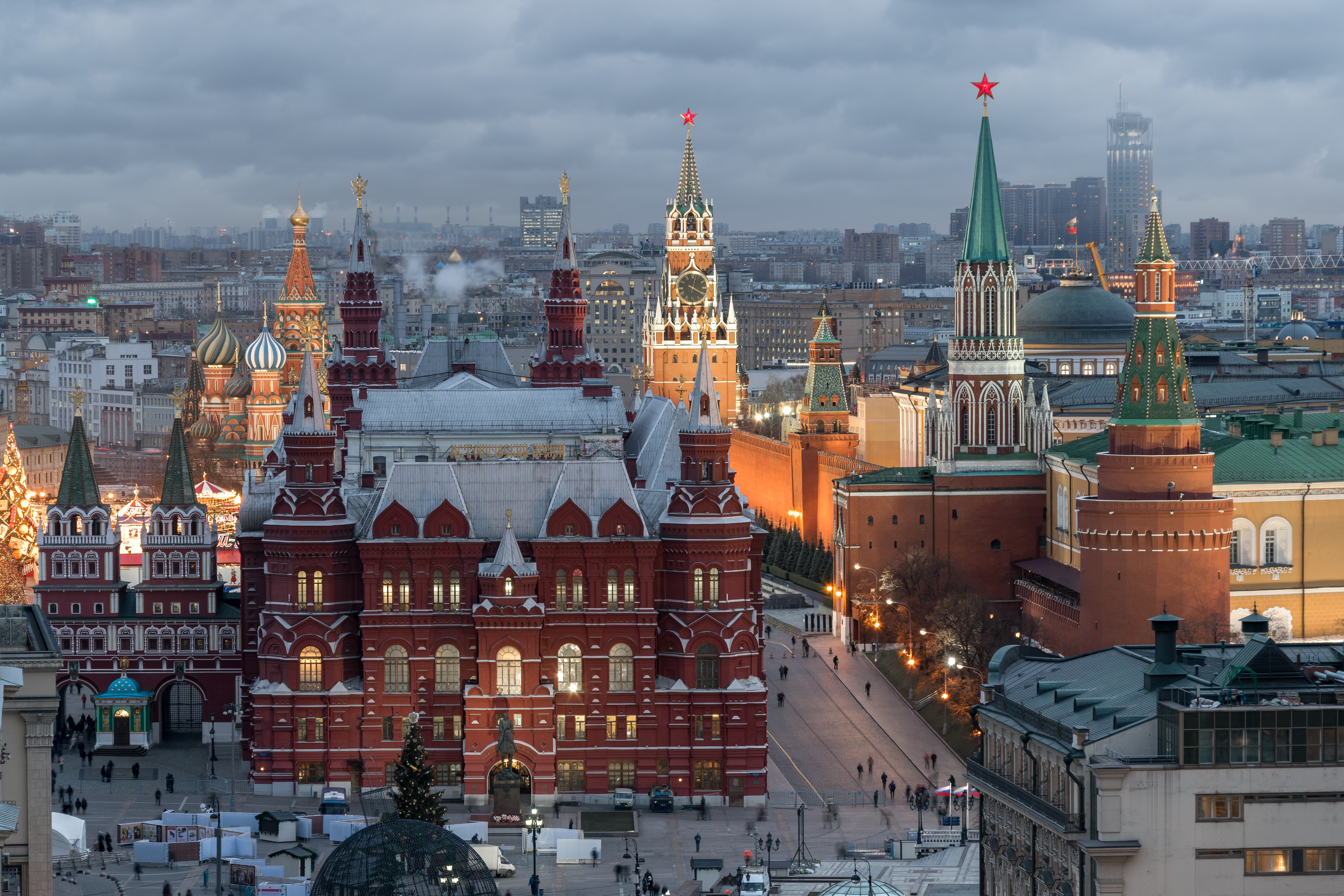
Вид на Исторический музей в сторону Красной площади.

Музе́й (от др.-греч. μουσεῖον — дом муз) — учреждение, занимающееся сбором, изучением, хранением и экспонированием предметов — памятников естественной истории, материальной и духовной культуры, а также просветительской и популяризаторской деятельностью.
Сначала это понятие обозначало коллекцию предметов (экспонатов) по искусству и науке, затем, с XVIII века, оно включает в себя также здание, где располагаются экспонаты. С XIX века присоединилась научно-исследовательская работа, проводимая в музеях. А с шестидесятых годов XX века началась педагогическая деятельность музеев (специальные проекты для детей, подростков и взрослых).
С развитием компьютерной техники и Интернета появились также виртуальные музеи.
В 1946 году создана международная организация ICOM (англ. International Council of Museums) для поддержки и развития деятельности музеев. Эта организация включает в себя более 27 500 участников из 115 стран мира и тесно работает с ЮНЕСКО и другими международными организациями.
ICOM собирается каждые три года в одной из стран-участниц.

## Термин

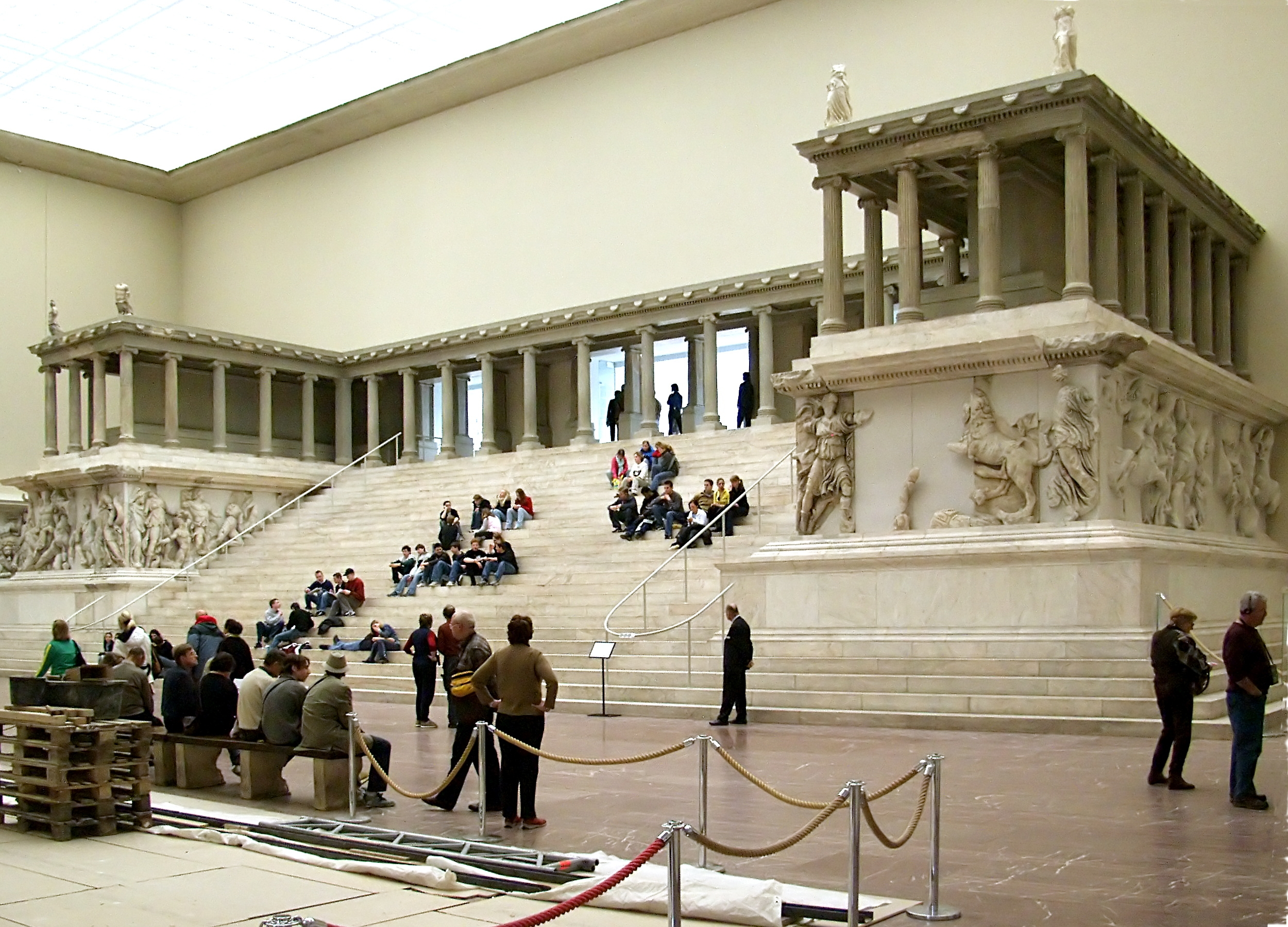
Пергамский алтарь в Пергамском музее в Берлине

Слово «музей» происходит от древнегреческого Μουσεῖον (Mouseion), что означает место или храм, посвященный музам (божествам-покровителям искусств в греческой мифологии). С начала эпохи Возрождения (Ренессанса) слово приобрело современное значение.
Понятие музея зависит от подхода к объекту и предмету музеологии.
Марксистский подход к музеологии трактует музей как исторически обусловленный многофункциональный институт социальной информации, предназначенный для сохранения культурно-исторических и естественно-научных ценностей, накопления и распространения информации посредством музейных предметов.
Социокультурный подход, определяет музей как культурную форму, исторически выработанную человечеством для сохранения, актуализации и трансляции последующим поколениям наиболее ценной части культурного и природного наследия.
Идеалистический подход Г. И. Герасимова рассматривает музей как результат деятельности человеческого сознания. Суть музеев разных стран и эпох составляют идеи, которые лежат в основе их создания.

## История создания музеев

### Античный период
Первый Мусейон как учебное заведение был основан в Александрии Птолемеем I приблизительно в 290 году до н. э. В него входили жилые комнаты, столовые помещения, помещения для чтения, ботанический и зоологический сады, обсерватория и библиотека. Позднее к нему были добавлены медицинские и астрономические инструменты, чучела животных, статуи и бюсты, которые использовались как наглядные пособия для обучения. В отличие от других школ, Мусейон субсидировался государством, и сотрудники получали жалование. Главный жрец (директор) назначался Птолемеем. К I в. до н. э. библиотека Мусейона насчитывала более 750 000 рукописей. Мусейон и большая часть Александрийской Библиотеки были уничтожены пожаром в 270 году н. э.
В античной Греции по традиции в храмах богов и муз располагались статуи, картины и другие произведения искусства, посвящённые этим богам или музам. Позднее в античном Риме к этому добавились картины и скульптуры, расположенные в городских садах, римских банях и театрах.
Гостям на виллах богатых и знатных людей того времени часто демонстрировались произведения искусства, захваченные во время войн.
Римский император Адриан приказал изготовить копии скульптур и иных произведений искусства, которые произвели на него впечатление в Греции и Египте. Вилла Адриана, украшенная копиями египетских раритетов, стала прообразом современного музея.

### Азия
С самого начала второго тысячелетия нашей эры в храмах Китая и Японии стали возникать собрания произведений местного прикладного искусства. Особенно изысканная коллекция — Сёсоин — со временем сложилась в храме в Нара.

### Средние века
В Средние века произведения искусства (ювелирные изделия, статуи и манускрипты) порою представлялись для обозрения в монастырях и церквях. С VII века предметы, захваченные в войнах в качестве трофеев, также стали экспонироваться. В военные времена из этих запасов зачастую оплачивались выкупы и прочие расходы. Таким образом сокращались или пополнялись запасники и хранилища. Например, количество сокровищ Реймсского собора напрямую зависело от военных успехов французов.

### Галереи и кабинеты

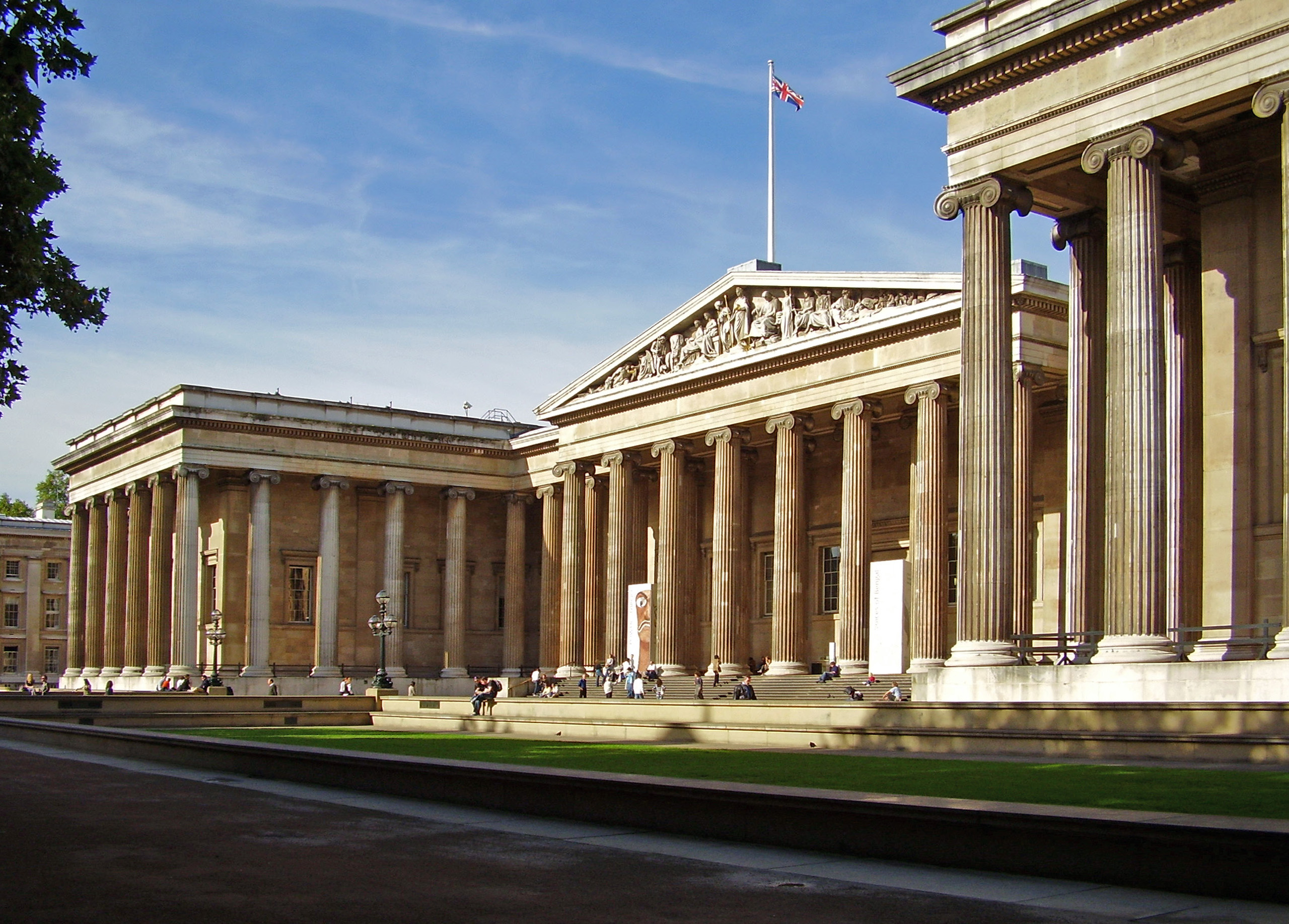
Главный вход Британского музея в Лондоне

В ранний период Ренессанса Лоренцо де Медичи дал указания по созданию в Флоренции Сада скульптур. В XVI веке было модно размещать в больших и длинных коридорах дворцов скульптуры и картины. В XVII веке при строительстве дворцов стали специально планировать помещения для коллекций картин, скульптур, книг и гравюр. С этого момента понятие «галерея» стало применяться также и в коммерческом смысле. К этому времени в княжеских особняках стали специально создавать помещения для произведений искусства. Эти помещения стали называть кабинетами (от французского — cabinet: соседняя комната). В начале кабинетом был шкаф для хранения маленьких предметов искусства. Затем уже стали кабинетом называть комнаты. Сначала в конце XVI века кабинеты стали распространяться в Италии, а вскоре и по всей Европе. В Германии наряду с предметами искусства стали создавать коллекции необычных вещей — Wunderkammer. Галереи и кабинеты поначалу служили для личных развлечений, но к концу XVII — началу XVIII века приняли общественный характер.

### Первые современные музеи

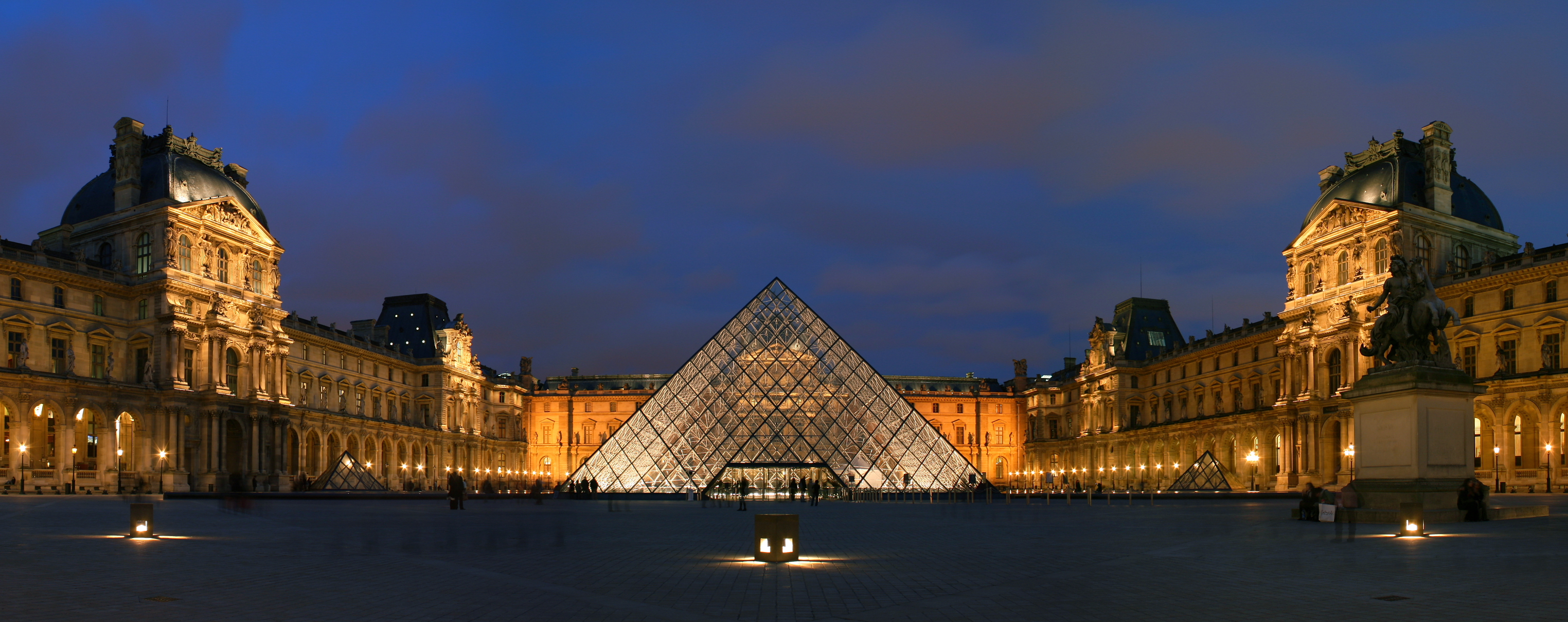
Лувр (Париж) в 2007 году

В Новое время основы музейного дела закладывал итальянский учёный Паоло Джовио (1483—1552) своей коллекцией, известной под названием «Серия Джовио». В эпоху Просвещения публичные музеи стали неотъемлемой частью общественной жизни многих стран Европы. В 1750 году в Париже картины собрания Люксембургского дворца были два дня в неделю разрешены для показа публике (в первую очередь для студентов и деятелей искусства). Позже они были переданы в коллекцию Лувра, где находятся экспонаты из личного собрания короля Франциска I XVI века.
Первым музеем нового типа был Британский музей в Лондоне (открыт в 1753 году). Для его посещения нужно было сначала письменно зарегистрироваться. Во времена Французской революции и под её влиянием Лувр (открыт в 1793 году) стал первым большим публичным музеем.
Музеи XVIII-го века:
- Коллекция искусства Медичи — в 1739 году стала государственной собственностью;
- Коллекция искусства Ватикана — 1769;
- Королевская коллекция Вены — 1770;
- Королевская коллекция Дрездена — 1770;
- Эрмитаж в Санкт-Петербурге — 1764;

## Типы музеев

### Археологические музеи
Специализируются на выставке археологических артефактов, часто на открытом воздухе (например, Афинская агора, Римский форум).

### Детские музеи
Детский музей — тип общественного учреждения научно-просветительской направленности, ориентирующийся на детей и подростков по принципу музейной педагогики. Большинство детских музеев посвящены определённым темам и предлагают различные экскурсии по возрастным группам. В своей работе музеи ориентируются на определённые модели обучения, например, обучение в процессе деятельности и практические упражнения. Также в обычных традиционных музеях открываются особые детские комнаты, носящие характер детских музеев.
В международной профессиональной Ассоциации детских музеев (ACM), основанной в 1962 году, на 2007 год вовлечены 341 участник из 23 стран. Европейская ассоциация детских музеев (HO!E) основана в 1994 году, включающая 34 страны на период 2007 года.

### Ведомственные музеи
К категории ведомственных музеев относятся музеи ведомств, организаций и учреждений. Как правило, это музеи известных предприятий или ведущих учебных заведений.

### Виртуальные музеи
Виртуальные музеи обеспечивают доступ к экспонатам посредством сети Интернет или с помощью различных цифровых носителей. Первыми такими музеями стали веб-страницы реальных музеев, а впоследствии появились музеи, существующие исключительно в виртуальном пространстве. В 2001 году ICANN выделил специальный домен высшего уровня — .museum.

### Интерактивные музеи
Когда в XIX веке появились первые публичные музеи, экспонаты были выставлены в стеклянных колбах, и до них нельзя было дотрагиваться. Сегодня же, особенно в научных музеях, экспонаты стали более доступны благодаря интерактивным выставкам с использованием компьютерных технологий.

### Исторические музеи
Исторические музеи охватывают знания об истории и её актуальности для настоящего и будущего. Одни охватывают отдельный исторический период, другие — историю в целом. В таких музеях представлены множество артефактов, включая документы, произведения искусства, археологические объекты. Нередко объектом такого музея становится дом-музей. Бывают также военно-исторические музеи.

### Кочующий музей
Кочующий музей (англ. Nomadic Museum) — временное сооружение для демонстрации выставки фотографий и фильмов Грегори Кольбера Пепел и снег (Ashes and Snow). Первый Кочующий музей с выставкой «Пепел и снег» открылся в городе Нью-Йорке в марте 2005 г. Музей побывал в 2006 г. в Санта-Монике, штат Калифорния, в 2007 г. в Токио и в 2008 г. в Мехико. Идея постоянно переезжающего музея пришла к Кольберу в 1999 г. Он представил себе такое сооружение, которое могло бы быть оперативно собрано или утилизировано на новом месте и служило бы архитектурным компонентом инсталляции, совершающей кругосветное путешествие.

### Научные музеи
Музей науки — музей, посвящённый демонстрации научных открытий, достижений, экспериментов и популяризации науки. Традиционные музеи науки ориентированы на статичное экспонирование предметов, связанные с естественной историей, палеонтологией, геологией, промышленностью и т. д. Современным трендом является увеличение разнообразия выбора тем, в том числе включение экспонатов, представляющих занимательные научные явления и интерактивного компонента. Многие современные музеи науки включают демонстрацию технических достижений, и, таким образом, являются также научно-техническими музеями.

### Профессиональной направленности
Морские музеи, музеи медицины.

### Специализированные музеи
Существует немало музеев, посвящённых различным темам (музей игрушки, музей карандаша, музей эротики, музей бороды и др.). Имеются также музеи сувениров (Туннель Времени). Музыкальные музеи могут отмечать жизнь и творчество композиторов или музыкантов (например, Музей-квартира Н. А. Римского-Корсакова). Существует музей No Show Museum, целиком посвящённый ничто и его воплощениям в истории искусства.

### Частные музеи
Частные музеи — это музеи, которые принадлежат частным лицам, созданы их усилиями и поддерживаются их средствами. Как правило, коллекции частных музеев отражают эстетические, культурные или научные интересы своих создателей и являются доступными для посещения. Превращение частных коллекций в частные музеи связано со стремлением к демонстрации коллекций, с желанием их популяризировать и сделать доступными для изучения. Частные музеи могут передаваться по наследству, а также в дар какому-либо учреждению, ведомству, то есть сохранять или менять свою принадлежность.

### Этнографические музеи
Этнологические музеи посвящены изучению, сбору, сохранению и демонстрации артефактов и предметов областей этнологии и антропологии.

## Организация
- Экспозиция
- Запасники и хранилища
- Дизайн выставки[англ.]
- Музейный работник

## Значение музеев

Атенеум, художественный музей в Хельсинки.

Иногда считается, что исторические и историко-краеведческие экспонаты музеев — всего лишь собрание предметов, чьё время ушло и которые уже не нужны. Тем не менее, они имеют важные социальные функции. Н. А. Томилов насчитывает их четырнадцать, имеющих приложение к разным сферам жизни.
Музейные предметы служат доказательствами для явлений и процессов в социуме и его культуре и потому выполняют функцию документирования. Также они обеспечивают связь между эпохами, интегрируя прошлое в настоящее. Вместе с этим они позволяют людям осознать сходства и различия современности с прошлым и найти социокультурные знаки, соответствующие современности.
Возможность на основе музейных предметов смоделировать исторические и историко-культурные процессы, а также возможность полно представить действительность прошлого даёт новые знания. Предметность и наглядность культурного наследия помогает в образовательной сфере: систематизированные знания лучше усваиваются.
Кроме того, музейные коллекции влияют на формирование мировоззрения человека, так как формируют установки на общность человечества и его многообразие в социокультурной среде, даёт систему обобщённых взглядов на историю и культуру. Коммуникативная функция реализуется через понимание и общение людей с учётом разных эпох и культур, установление или восстановление взаимопонимания между поколениями, социумами разных культур или конфессий, и пр. Одновременно с этим человечество разделяется на социокультурные пространства с сохранением систем с разными историко-культурными ценностями и установками.
Есть у музейных предметов и экономическая функция. Они увеличивают ценности, в том числе финансово, вызывают необходимость использоваться на благо людей, в том числе с целью дальнейшего наращивания ценностей.
Историческое социокультурное наследие может использоваться для доказательства объективных политических процессов и явлений в истории народов, использоваться в отношениях между разными социальными общностями, для формирования государственной деятельности, определения её форм, направлений, задач и содержания.
Воспитательная функция музейных предметов реализуется через уважение к прошлому, развитие патриотизма, направление духовного развития и укрепление исторической памяти детей и молодёжи. Музейные собрания формируют эстетические вкусы и ценностные оценки художественной деятельности.
Наконец, есть у них и созидательная функция. Они усиливают участие в развитии общества историко-культурных ресурсов музеев, в том числе через прикладные научные исследования и увеличение объёма этих ресурсов.